# Базис (фонд)
«Базис» (полное название — Фонд развития теоретической физики и математики «БАЗИС») — фонд, поддерживающий развитие фундаментальной физики и математики в России.
Учреждён в конце 2016 года Олегом Дерипаской. В своей области «Базис» продолжает традиции закрытого полутора годами ранее фонда «Династия». Бюджет программ фонда на 2019 год составил 216 млн рублей.
Деятельность фонда включает: поддержку отдельных исследователей и научных коллективов в области теоретической физики и математики, гранты для поддержки международного сотрудничества, проведение летних школ по теоретической физике, а также поддержку студентов и сотрудников профильных факультетов МГУ. В частности, в 2019 году начал работу созданный при поддержке «Базиса» Институт теоретической и математической физики МГУ. Кроме того, фонд поддерживает работу сайта Элементы.ру.
Научными советниками фонда являются: Валерий Рубаков, Алексей Семихатов, Лев Беклемишев, Михаил Цфасман, Сергей Козырев, Виктор Бухштабер, Михаил Васильев, Сергей Ландо, Аркадий Цейтлин.